# Ymir

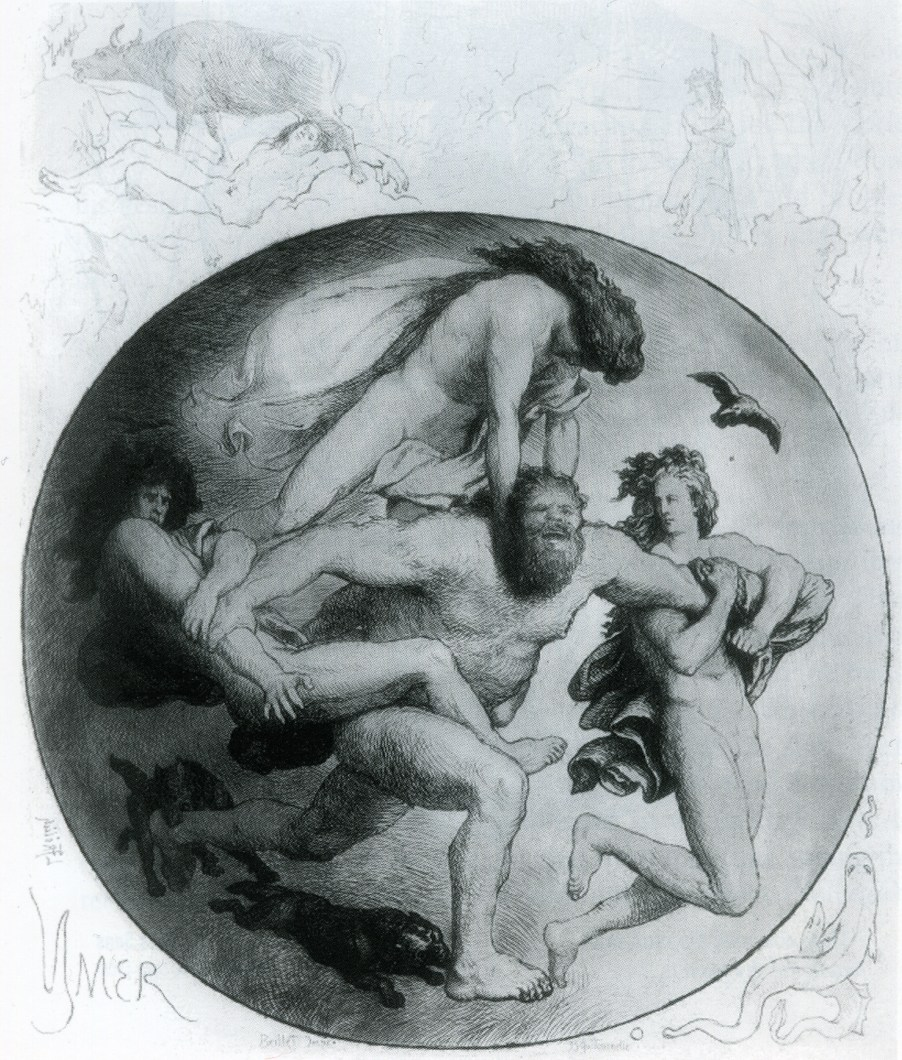
Ymir ucciso dai figli di Borr in questa opera di Lorenz Frølich.

Nella mitologia norrena Ymir (chiamato anche Aurgelmir tra gli stessi giganti) è stato il primo gigante del ghiaccio e una figura fondamentale della cosmogonia e cosmologia norrena.

## Ymir nella mitologia norrena
Snorri Sturluson ha combinato diverse fonti, insieme con alcune delle sue conclusioni, per spiegare il ruolo di Ymir nel mito della creazione norrena.
þars Ymir byggði

vasa sandr né sær,

né svalar unnir;

iörð fansk æva

né upphiminn;

gap vas ginnunga,

Ymir vi dimorava;

non c'era sabbia né mare

né gelide onde;

terra non si distingueva

né cielo in alto:

il baratro era spalancato

e in nessun luogo erba.»
(Edda poetica - Völuspá - Profezia della Veggente)
Le fonti principali sono alcuni poemi dell'Edda poetica; la Vǫluspá, il Grímnismál e il Vafþrúðnismál.
Nato al principio del tempo, nel mezzo del Ginnungagap, dalle brine velenose del Niflheimr che si fondevano al calore del Múspellsheimr, Ymir fu il primo degli esseri. Era saggio ma anche malvagio, come furono tutti i suoi discendenti. Le sue dimensioni erano enormi, al punto da ricoprire, quando si sdraiava, con la sua mole tutta la terra. Inoltre, serbava all'interno del suo corpo una sorgente di fuoco che faceva innalzare la sua temperatura corporea a livelli altissimi.
Mentre Ymir dormiva, dal suo sudore si generò la razza dei giganti, orrendi e malvagi. Sotto il suo braccio sinistro nacquero un uomo e una donna e dalle sue gambe si originò un figlio con sei teste.
Insieme a Ymir nacque la mucca chiamata Auðhumla, dalle cui mammelle scorrevano quattro fiumi di latte, da cui Ymir trasse il suo nutrimento.
Auðhumla leccò il sale che incrostava alcune pietre ghiacciate. Il primo giorno, verso sera, portò alla luce i capelli di un uomo, il giorno dopo la testa e il terzo giorno tutta la persona. L'uomo si chiamava Búri ("il generante"), il quale generò un figlio identico a lui che si chiamava Borr ("il generato"), il quale prese in moglie Bestla figlia del gigante Bölþorn: ebbe da lei tre figli. Il primo si chiamava Odino, il secondo Víli e il terzo Vé.
Un giorno i tre figli di Borr uccisero Ymir e nel suo sangue affogarono tutti i giganti che da lui erano discesi. Unico a salvarsi fu colui che i giganti chiamavano Bergelmir figlio di Þrúðgelmir, il gigante che era nato dai piedi di Ymir. Bergelmir e sua moglie si salvarono dal massacro e ripararono lontano. Da loro sarebbero discese le stirpi dei giganti di ghiaccio.
Odino e i suoi fratelli usarono il corpo di Ymir per creare Miðgarðr al centro del Ginnungagap. La sua carne divenne la terra, il suo sangue formò i laghi e i fiumi, con le sue ossa furono erette montagne, i suoi denti e i frammenti rimasti delle sue ossa divennero pietre, e dai suoi capelli crebbero gli alberi e le larve della sua carne originarono la razza dei nani, progenitori degli Elfi. Gli dèi posero il suo teschio sopra il Ginnungagap e crearono la volta celeste, sostenuta da quattro nani. Il loro nome era: Norðri, Suðri, Austri e Vestri (dai nomi dei quali derivano i moderni punti cardinali). Odino allora creò il vento sistemando uno dei figli di Bergelmir, sotto forma di aquila, alla fine della terra. Infine Odino tirò nel cielo i pezzi del cervello di Ymir che diventarono le nuvole.
Poi, i figli di Borr, presero le scintille dal Múspellsheimr e li dispersero attraverso il Ginnungagap creando le stelle e la luce per illuminare il cielo e la terra. Dalle sopracciglia di Ymir fu creato un posto dove gli uomini potevano essere al sicuro dai giganti. Tale posto era Miðgarðr.
Due altri nomi presumibilmente da associare con Ymir, sono Brimir e Bláin, secondo la Völuspá, nella strofa 9, dove gli dèi discutono della creazione della razza dei nani dal "sangue di Brimir e dalle ossa di Bláin". Successivamente, nella strofa 37, Brimir è citato mentre beve una birra nella sala Ókólnir. Nel Gylfaginning "Brimir" è il nome della sala stessa, destinata a sopravvivere al Ragnarǫk provvedendo un'abbondanza di bevande per le anime dei virtuosi.

## Cultura di massa
Il nome di Ymir è stato ripreso anche nel manga horror e di fantascienza L'attacco dei giganti, scritto e disegnato da Hajime Isayama, serializzato in Giappone sulla rivista Bessatsu Shōnen Magazine di Kōdansha dal 9 settembre 2009 al 9 aprile 2021. In generale, l'influenza della mitologia norrena sulla storia è evidente, seppur l'autore si sia concesso molta libertà nell'interpretazione.